# ام ایکس۲
ام ایکس۲ (به انگلیسی: MX_Aircraft_MX2) یک هواگرد ملخ‌پیشین تک‌موتوره از نوع آکروجت ساخت شرکت MX Aircraft است. هواگرد ام ایکس۲ نخستین پروازش را در ۲۰۰۲ میلادی انجام داد.